# بافل بولاكوفيتش
بافل بولاكوفيتش (بالتشيكية: Pavol Polakovič)‏ (مواليد 11 يناير 1974) هو ملاكم تشيكي، مثّل بلاده في الألعاب الأولمبية الصيفية 1996.

## روابط خارجية
بافل بولاكوفيتش على موقع بوكس ريك (الإنجليزية) (registration required)
- بافل بولاكوفيتش على موقع أوليمبيديا (الإنجليزية)
- بافل بولاكوفيتش على موقع اللجنة الأولمبية التشيكية (التشيكية)